# Les Moutiers-en-Cinglais
Les Moutiers-en-Cinglais è un comune francese di 521 abitanti situato nel dipartimento del Calvados nella regione della Normandia.

## Storia

### Simboli
Lo stemma è stato adottato il 13 giugno 2022.. I due leopardi d'oro ricordano la bandiera normanna.

## Società

### Evoluzione demografica
Abitanti censiti